# Trevor Howard
Trevor Wallace Howard-Smith (ur. 29 września 1913 w Cliftonville, zm. 7 stycznia 1988 w Londynie) – angielski aktor filmowy, teatralny i telewizyjny.

## Życiorys
Jedyny syn Arthura Johna Howard-Smitha – agenta ubezpieczeniowego Lloyds’a na Cejlonie i kanadyjki Mabel Grey Wallace – pielęgniarki. Do 5. roku życia przebywał w Kolombo na Cejlonie, który opuścił wraz z matką w wieku 8 lat, udając się do Clifton College w Bristolu. Potem studiował w Royal Academy of Dramatic Art, którą ukończył w 1935 roku. Zadebiutował jako aktor w 1934 w sztuce Revolt in a Reformatory jeszcze jako student. Rok później został zauważony przez jednego z łowców talentów wytwórni filmowej Paramount, jednak odrzucił jej intratną propozycję, pragnąc poświęcić się karierze aktora teatralnego. W 1936 otrzymał propozycję z londyńskiego Royal Shakespeare Theatre, w którym do 1938 grał rolę jednego ze studentów w sztuce Terence’a Rattigana pt. French without Tears.

### II wojna światowa
Z wybuchem wojny zgłosił się na ochotnika do RAF-u i British Army, jednak został odrzucony przez obydwie królewskie formacje. Pomimo to, w 1940 roku został powołany do Royal Corps of Signals – brytyjskiej służby wsparcia łącznościowo-informacyjnego. Jako podporucznik służył w jednostce wczesnego wykrywania RAF aż do 1943, kiedy stał się inwalidą wojennym. Pomimo że w środowisku aktorskim i pośród jego fanów krążyły legendy o jego odwadze i bohaterskiej przeszłości kombatanta, podczas której miał jakoby brać udział w tajnych operacjach w okupowanej Norwegii i alianckiej inwazji na Sycylię, w The National Archives można odnaleźć dokumenty mówiące o jego „psychopatycznych skłonnościach” jako o powodzie zwolnienia ze służby.

### Kariera
Karierę aktorską rozpoczął w filmach wojennych – The Way Ahead (1944), Droga do gwiazd (1945) oraz w Spotkanie (1945) – zwłaszcza ten ostatni film, wyreżyserowany przez Davida Leana, triumfator festiwalu w Cannes w 1946, przyniósł mu światowy rozgłos. Po nich przyszły równie udane role w Tajemniczy nieznajomy  i Green for Danger (obydwa z 1946) oraz They Made Me a Fugitive (1947). W 1947 Laurence Olivier zaprosił go do teatru Old Viс do udziału w Poskromieniu złośnicy w roli Petruchia. Pomimo doskonałych recenzji za tę rolę w samym „The Times” i ugruntowanej renomy świetnego aktora teatralnego, zwrócił się ponownie ku filmowi, przyjmując propozycję Davida Leana zagrania jednej z głównych ról w dramacie z 1949 pt. Namiętni przyjaciele, który również okazał się sporym sukcesem. Swoją pozycję doskonałego aktora filmowego ugruntował przez następne lata obrazami: Trzeci człowiek z 1949, Klucz z 1958 (nagroda BAFTA) i Synowie i kochankowie z 1960 (za którą otrzymał nominację do Oscara). W większości z tych filmów Howard grał brytyjskich oficerów lub mundurowych i właśnie takim został na całe lata zapamiętany. Innym, godnym uwagi w dorobku aktora filmem z tego okresu był The Heart of the Matter z 1953 i Manuela z 1957, za które aktor otrzymał nominacje do nagrody BAFTA. Z początkiem lat 60. XX wieku zaczął być określany mianem najlepszego aktora brytyjskiego, a pozycję tę ugruntowują dzisiaj role w tak znanych filmach jak: Bunt na Bounty (1962), Ojciec Wirgiliusz  (1964), Morituri (1965), Express Von Ryana (1965), Szarża lekkiej brygady (1968), Bitwa o Anglię (1968), Córka Ryana (1970), Superman (1978), Gandhi (1982). Jego ostatnim filmem był Brzask z 1988.
W repertuarze telewizyjnym Howard zadebiutował w 1963. Do jego bardziej znaczących filmów w dorobku telewizyjnym należą Hedda Gabler (1963), The Invincible Mr Disraeli (1963) – który przyniósł mu nagrodę Emmy, Catholics (1973), Staying On (1980) i Zulus Czaka, Piotr Wielki i Wigilia (wszystkie z 1986). Pomimo udanej kariery filmowej nie porzucił teatru, chociaż na deskach scenicznych od 1947 pojawiał się jedynie okazjonalnie. Do najbardziej renomowanych jego występów należała rola Łopachina w Wiśniwoym sadzie Czechowa w adaptacji z 1954 i kapitana w The Father Strindberga z 1964. Jego ostatnią teatralną rolą był występ w brytyjskiej adaptacji Walca toreadorów Jeana Anouilha z 1974.

### Repertuar Szekspira
W literaturze przedmiotu Howard często określany jest jako aktor szekspirowski. Do jego najlepszych ról w tym repertuarze zalicza się kreacje Petruczia w Poskromieniu złośnicy z 1947 i tytułową rolę w Królu Learze w spektaklu TV BBC z 1986.

## Życie osobiste
Po zakończeniu służby wojskowej, Howard powrócił do teatru, gdzie w sztuce The Recruiting Officer (1943) poznał aktorkę Helen Cherry, którą poślubił rok później. Udany, chociaż bezdzietny związek trwał aż do śmierci Howarda w 1988.

## Filmografia
- The Way Ahead (1944)
- Spotkanie (1945)
- Droga do gwiazd (1945)
- Tajemniczy nieznajomy (1946)
- Green for Danger (1946)
- They Made Me a Fugitive (1947)
- Nieodrodna córka (1947)
- Namiętni przyjaciele (1949)
- Trzeci człowiek (1949)
- Odette (1950)
- Golden Salamander (1950)
- The Clouded Yellow (1950)
- Lady Godiva Rides Again (1951)
- Wykolejeniec (1952)
- The Gift Horse (1952)
- The Heart of the Matter (1953)
- La mano dello straniero (1954)
- Les amants du Tage (1955)
- The Cockleshell Heroes (1955)
- Run for the Sun (1956)
- W 80 dni dookoła świata (1956)
- Interpol (1957)
- Manuela (1957)
- A Day in Trinidad, Land of Laughter (1957)
- Klucz (1958)
- Korzenie Niebios (1958)
- Moment of Danger (1960)
- Synowie i kochankowie (1960)
- The Lion (1962)
- Bunt na Bounty (1962)
- Man in the Middle (1963)
- Ojciec Wirgiliusz  (1964)
- Operacja Kusza (1965)
- Ekspres Von Ryana (1965)
- Morituri (1965)
- Likwidator (1965)
- Mak również jest kwiatem (1966)
- Agent o dwóch twarzach  (1966)
- Pretty Polly (1967)
- The Long Duel (1967)
- Szarża lekkiej brygady (1968)
- Bitwa o Anglię (1969)
- Córka Ryana (1970)
- Lola (1970)
- Porwany (1971)
- Nocny gość  (1971)
- To Catch a Spy (1971)
- Maria, królowa Szkotów (1972)
- Agresja (1972)
- Papież Joanna (1972)
- Ludwig (1972)
- Catholics (1973)
- A Doll's House (1973)
- Who? (1973)
- Dom przy ulicy Harrow 11  (1974)
- Persecution (1974)
- Cause for Concern (1974)
- Szaleństwo (1974)
- Hrabia Monte Christo (1975)
- Honor pułku (1975)
- Hennessy (1975)
- Asy przestworzy (1976)
- Albino (1976)
- Korzenie mafii (1976)
- The Bawdy Adventures of Tom Jones (1976)
- Eliza Fraser (1976)
- Ostatni film o Legii Cudzoziemskiej  (1977)
- Babel Yemen (1977) (voice)
- Slavers (1978)
- Stevie (1978)
- Superman (1978)
- Meteor (1979)
- Huragan (1979)
- The Shillingbury Blowers (1980)
- Wilki morskie (1980)
- The Shillingbury Blowers (1980)
- Sir Henry at Rawlinson End (1980)
- Opowieść skrzydlatego wiatru  (1981)
- Lata świetlne (1981)
- Muppety na tropie (1981)
- Misjonarz (1982)
- Gandhi (1982)
- Flashpoint Africa (1984)
- Miecz bohaterów (1984)
- Jerzy Waszyngton (1984)
- Ten piorun uderza zawsze dwa razy (1985)
- Dust (1985)
- Z biegiem czasu (1986)
- Obce ciało (1986)
- Zulus Czaka (1986)
- Piotr Wielki (1986)
- Christmas Eve (1986)
- Biała intryga (1988)
- Brzask (1988)
- Bezbożny (1988)

## Nagrody
- Nagroda Akademii Filmowej 1960 – nominacja w kategorii "najlepszy aktor" za film Synowie i kochankowie
- Złoty Glob 4 nominacje (1953, 1958, 1970, 1986)
- Nagroda BAFTA
  - 1958 – nagroda dla najlepszego aktora pierwszoplanowego za film Klucz
  - 4 nominacje (1953, 1957, 1958, 1968)
- Nagroda Emmy
  - 1963 – nagroda dla najlepszego aktora w miniserialu lub filmie telewizyjnym za rolę w Invincible Mr. Disraeli,
  - 2 nominacje (1951, 1975)